# Teach-In
Teach-In fue un grupo neerlandés, famoso por haber ganado el Festival de la Canción de Eurovisión 1975.

## Historia
El grupo se formó en 1969 en Enschede, Países Bajos, con un cambio de alineación en 1975. La cantante, Getty, se unió a la banda en 1971, cuando tuvieron su primer contrato de grabación con el productor y compositor Eddy Ouwens.
Para 1974 la banda ya tenía 3 hits dentro del Top 15, y fue entonces cuando decidieron entrar al Festival de la Canción de Eurovisión con la canción "Ding-a-dong". Terminaron en 1.er lugar, lo que les dio una entrada a los charts en muchos países europeos. Teach-In viajó por Europa por los siguientes 2 años, pero el éxito llegó a su fin cuando la banda se separó en 1978.  Getty intentó una carrera como solista pero no fue exitosa.
En 1979 Ruud Nijhuis y Koos Versteeg reformaron la banda, esta vez con dos nuevas cantantes. Después de otros 3 hits el grupo se separó de nuevo. En 1997, llegaron noticias de que el grupo original (con Gettie Kaspers) grabaría algunos de sus viejos éxitos y que tenían planes para un tour.

### Miembros del grupo
Los primeros miembros del grupo fueron: Hilda Felix (vocalista), Henk Westendorp (vocalista,más tarde en Superfly), John Snuverink (vocalista, guitarra), Frans Schaddelee (bajo), el líder Koos Versteeg (vocalista y teclado) y Ruud Nijhuis (batería). En 1972, sólo Koos y Rudi permanecían en el grupo y el resto de la banda se conformaba de: Getty Kaspers (vocalista, en 1976 se convirtió en solista), John Gaasbeek (bajo, que también dejó el grupo en 1976), Chris de Wolde (guitarra) y Ard Weeink (también se retiró en 1976). Los nuevos miembros en 1976 fueron: Hans Nijland (bajo, en 1977 reemplazado por Nick de Vos), Betty Vermeulen (vocalista), Marianne Wolsink (vocalista, ex-Head).

## Discografía

### Álbumes de estudio
- 1974 - Roll Along
- 1975 - Get On Board
- 1975 - Festival
- 1976 - Teach-In
- 1977 - See The Sun
- 1979 - Greenpeace

### Singles
- 1971 - Spoke the Lord creator/Darkness of life
- 1971 - Can't be so bad/Take me to the water
- 1972 - So easy to sing/My name is honey
- 1974 - Fly away/Bye bye bye
- 1974 - In the summernight/Old friend goodbye
- 1974 - Tennessee town/There ain't no time
- 1975 - Ding-A-Dong/Ik heb geen geld voor de trein
- 1975 - Ding-A-Dong/The circus show
- 1975 - Goodbye love/Sailor man
- 1976 - Rose valley/Lala love song
- 1976 - Upside down/Please come home
- 1977 - A ride in the night/A wonderful feeling
- 1977 - See the sun/All around
- 1977 - My rock & roll song/Our story
- 1978 - Dear John/Instrumental John
- 1979 - The robot/Well Comeback
- 1979 - Greenpeace/Part 2
- 1980 - Regrets/Things we say
- 1980 - Bad day/I wish you all the luck